# Dorota Pawnuk
Dorota Jadwiga Pawnuk (ur. 19 września 1975 r. we Wrocławiu) – polska prawnik, samorządowiec, burmistrz miasta i gminy Strzelin od 2010 roku.

## Życiorys
Urodziła się w 1975 roku we Wrocławiu. Po ukończeniu kolejno Publicznej Szkoły Podstawowej nr 4 im. Tadeusza Kościuszki oraz Liceum Ogólnokształcącego im. Marii Curie-Skłodowskiej w Strzelinie i pomyślnie zdanym egzaminie maturalnym w 1994 roku, podjęła studia na kierunku prawo na Wydziale Prawa, Administracji i Ekonomii Uniwersytetu Wrocławskiego. Ukończyła je w 1999 roku zdobyciem tytułu magistra. Ponadto na macierzystej uczelni ukończyła studia podyplomowe w zakresie zarządzania nieruchomościami.
Przez wiele lat pracowała w administracji, m.in. jako specjalista ds. administracyjno-prawnych w firmie Widex Poland Sp. z o.o. z siedzibą w Ślęzy, zajmującej się produkcją aparatów słuchowych. Jest doktorantką w Zakładzie Prawa Administracyjnego w Instytucie Nauk Administracyjnych Uniwersytetu Wrocławskiego.
Na pierwszej dekadzie XXI wieku zajęła się lokalną polityką wstępując w szeregi Sojuszu Lewicy Demokratycznej i uzyskując w 2006 roku mandat radnej miasta i gminy w wyborach samorządowych. W 2010 roku po raz pierwszy zdecydowała się kandydować o fotel burmistrza miasta i gminy Strzelin. W II turze pokonała Norberta Rabę stosunkiem głosów 56,86 do 43,14%, w wyniku czego w grudniu 2010 roku została zaprzysiężona na stanowisko burmistrza. W 2014 roku kandydując z ramienia własnego komitetu wyborczego KWW "Porozumienie Samorządowe dla Regionu" uzyskała reelekcję w I turze z wynikiem 55,27% ważnych głosów. Z ramienia tego samego komitetu kandydowała w 2018 roku, zdobywając urząd burmistrza także w I turze z poparciem 70,08% głosów.
W 2023 została odznaczona Złotym Krzyżem Zasługi.

## Życie prywatne
Mieszka w Nowolesiu, ma dwóch synów: Mateusza (ur. 2005) i Łukasza (ur. 2011).